# Cucamonga Service Station
La Cucamonga Service Station est une station-service américaine à Rancho Cucamonga, dans le comté de San Bernardino, en Californie. Située le long de l'U.S. Route 66, elle aurait été construite en 1915. Elle est inscrite au Registre national des lieux historiques depuis le 23 juillet 2018.